# Джума-мечеть (Балаханы)
Джума-мечеть в Балаханах — историко-архитектурный памятник XIX века, мечеть. Расположен в поселке Балаханы Сабунчинского района Азербайджана.

## История
Хотя точных сведений о дате постройки Балаханской Джума-мечети нет, в сохранившейся внутри мечети каменной надписи отмечено, что она была построена в 1290 г по хиджрскому календарю (1873 г). Мечеть была построена за счет благотворительных взносов нефтяных миллионеров того времени и пожертвований жителей поселка.
После установления Советской власти в Азербайджане началась официальная борьба с религией. В декабре 1928 г. ЦК Компартии Азербайджана передал клубам многие мечети, церкви и синагоги для использования в образовательных целях. Если в 1917 году в Азербайджане было 3000 мечетей, то в 1927 году их было 1700, а в 1933 году — 17. Джума-мечеть Балаханы в этот период также была закрыта для богослужений. С 1937 по 1989 год в здании мечети функционировал дом культуры.
После восстановления независимости Азербайджана в 1992 году, мечеть была передана в пользование верующим.

## Описание
На момент постройки мечеть не имела минарета, после ремонта в 1995—1996 годах был построен 27-метровый минарет мечети.
Площадь главного молитвенного зала мечети составляет 176 м²., площадь женского молитвенного зала — 100 к. м.
Для мечети был изготовлен деревянный минбар. На стенах молитвенного зала выгравированы стихи из сур «Аль-Фатиха» и «Аль-Бакара», а на михрабе, украшенным орнаментом выгривированы восьмиконечные звезды.
18 июля 1998 г. после окончания реставрационных работ мечеть была сдана в пользование верующим.